# L'Homme qui vendit son âme
Pour plus de détails, voir Fiche technique et Distribution.
L'Homme qui vendit son âme est un film français réalisé par Jean-Paul Paulin, sorti en 1943.

## Synopsis
Sur le point d'être ruiné, le banquier Martial cède son âme au Diable en échange du versement de vingt millions par semaine. Mais il y a une condition, Martial devra dépenser quotidiennement un million pour faire le mal. Alors que la banque est renflouée et que Martial s'efforce de remplir sa part du contrat, il rencontre Blanche, une jeune et belle salutiste dont il s'éprend. L'amour qui nait entre le banquier et la jeune femme va finalement leur permettre d'être plus forts que le Diable.

## Fiche technique
- Titre : L'Homme qui vendit son âme
- Réalisation : Jean-Paul Paulin
- Scénario : Charles Méré, d'après le roman de Pierre-Gilles Veber L'Homme qui vendit son âme au Diable (Éditions Calmann-Lévy, Paris, 1918, 299 pages)
- Photographie : Jean-Serge Bourgoin
- Musique : Henri Goublier
- Son : René-Christian Forget
- Montage : Andrée Sélignac
- Décors : Pierre Marquet
- Directeur de production : Charles-Édouard Canet
- Pays d'origine :  France
- Format :  Noir et blanc - 1,37:1 - 35 mm - son mono
- Genre : Drame
- Durée : 100 minutes
- Date de sortie : 
  - France, 23 septembre 1943

## Distribution
- Michèle Alfa : Blanche
- André Luguet : Martial, un banquier au bord de la ruine
- Robert Le Vigan : Grégori
- Pierre Larquey : l'abbé Lampin
- Mona Goya : Colette
- Jean Périer : Donatien
- Georges Colin : Surot
- Jean-Jacques Delbo : Armand
- Raymond Raynal : le médecin
- Henri Charrett : Papavert
- Hélène Dartigue : Marie
- Lucien Hubert : le portier
- Guita Karen : Juliette
- Marcel Talmont : le chef salutiste
- Renée Thorel : la capitaine
- Roger Vincent : le gérant du "Canari"
- Henri Farty
- Georges-François Frontec
- Pierre Froumenty
- Raoul Gourgues
- Huguette Saint-Arnaud